# Antonio Jiménez Millán
Antonio Jiménez Millán (Granada, 11 de septiembre de 1954-Málaga, 24 de enero de 2025) fue un poeta español.

## Biografía
Nació en Granada. Su padre fue un militar franquista, con quién Antonio tuvo diversas desavenencias. Llegando a cambiar el apellido paterno de Giménez, por el de Jiménez. Tras licenciarse en Filología románica en la Universidad de Granada (1971-1976), se trasladó a Málaga (octubre de 1976), donde fue contratado como profesor ayudante del Departamento de Filología Románica de la Facultad de Filosofía y Letras de la Universidad de Málaga, y donde fue profesor titular (1984) y catedrático (2009).
Su carrera literaria comenzó cuando tenía dicienueve años y fallecer su padre. Su obra está influenciada por muy diversos autores: clásicos latinos y griegos, autores contemporáneos como: Antonio Machado, Luis Cernuda, Jaime Gil de Biedma, Carlos Barral, Pier Paolo Pasolini o Cesare Pavese.
Su poesía, de ámbito urbano, aparece apegada al poema en prosa siguiendo la tradición de la poesía de vanguardia, que había estudiado previamente.
Antonio falleció el 24 de enero de 2025 en Málaga, a los setenta años, como consecuencia de un cáncer.

## Obra
Entre sus libros, se encuentran: Los poemas de Picasso (1983), La poesía de Rafael Alberti (1984), Vanguardia e ideología (1984), Poesía catalana contemporánea (1993), Entre dos siglos. Estudios de literatura comparada (1995), Poesía gallega contemporánea (1996, en colaboración con Luciano Rodríguez), Madrid fin de siglo. Modernismo, bohemia y paisaje urbano (1998), Promesa y desolación. El compromiso en los escritores de la generación del 27 (2001) y Amor y tiempo. La poesía de Joan Margarit (2005).
También realizó ediciones críticas de la obra literaria de Pablo Picasso (Poemas y declaraciones, 1990), de la novela de Louis Aragon, Aniceto o el panorama (1989) y del libro de Luis Cernuda Donde habite el olvido (2003). En La mirada infiel. Antología 1975-1985 (1987) se encuentra una selección de sus primeros libros de poemas.
- Último recurso
- Poemas del desempleo
- Restos de niebla (1983)
- Inventario del desorden (2003)
- Dominio de la herrumbre
- Clandestinidad (2011)

## Premios
- Premio Internacional de Poesía Federico García Lorca (1976), por Último recurso.
- Premio Guernica (1979), por Poemas del desempleo.[4]
- Premio Internacional de Poesía Rey Juan Carlos (1987), por Ventanas sobre el bosque.
- Premio Ciudad de Melilla (2002), por Inventario del desorden.
- Premio Generación del 27 (2010), por Clandestinidad.[5]
- Premio Hermanos Machado (2022), otorgado por el Ayuntamiento de Sevilla, por Noche en París.[6]